# 후안 카를로스 아르세
후안 카를로스 아르세(스페인어: Juan Carlos Arce, 1985년 4월 10일~ )는 볼리비아의 축구 선수로 현재 클루브 블루밍에서 공격수로 활동 중이다.

## 선수 경력

### 클럽
2003년 오리엔테 페트롤레로 입단을 통해 프로에 정식 데뷔를 알렸고 이후 2010년까지 147경기에서 24골을 터뜨렸다. 그리고 2006년부터 2009년까지 브라질의 포르투게자, SC 코린치앙스, 스포르트 헤시피, 카타르의 알 아라비 SC, 대한민국의 성남 FC에서 임대 선수로 활동하며 70경기에서 9골을 기록했고 2010년 러시아 프리미어리그의 FC 아흐마트 그로즈니로 전격 이적하여 20경기를 뛰었으며 2011년 친정팀인 페트롤레로로 다시 복귀하여 2012년까지 33경기에서 9골을 기록했다. 그리고 2012년 클루브 볼리바르로 이적하여 2018년까지 235경기에 출전해 72골을 터뜨리면서 팀의 볼리비아 리그 5회 우승에 공헌했다.

### 국가대표팀
2004년 7월 6일 페루와의 2004년 코파 아메리카 A조 조별리그 1차전에서 국제 A매치 데뷔전을 치렀고 팀은 이 경기에서 2-2로 비겼다. 이후 현재까지 63경기에서 11골을 기록 중이며 코파 아메리카에는 2004년 대회를 비롯해 4번 출전했고 FIFA 월드컵 남미 지역 예선에도 4번 출전했다.